# Seespiegel
Der Begriff Seespiegel bezeichnet die durchschnittliche Höhe der Wasseroberfläche eines stehenden Gewässers (Wasserstand im Stillgewässer). Ein Absinken desselben kann durch ausbleibenden Niederschlag verursacht oder beschleunigt werden, wie zum Beispiel beim Aralsee oder durch Klimaveränderungen. Diese kann jedoch aufgrund natürlicher Einträge wie Niederschlag oder Schneeschmelze oder infolge bewusst vorgenommener Eingriffe wie etwa Aufstauungen oder Wasserstandabsenkungen zur Gewinnung von landwirtschaftlicher Nutzfläche schwanken. Ein Beispiel für Letzteres ist etwa der Große Plöner See während des 19. Jahrhunderts.
Ähnliche, nicht natürliche Veränderungen des Seespiegels beobachtet man bei Talsperren oder Stauseen, wo der Wasserstand künstlich reguliert werden kann. Daher wird hier die maximale Wasserhöhe allgemein mit dem Begriff Stauziel bezeichnet. 
Ferner ist zu berücksichtigen, dass je nach Staat die Bezugshöhe der Messung eine geringfügig andere sein kann. Während in Deutschland die Höhe des Seespiegels in „Meter über Normalhöhennull“ mit Bezug zu dem Amsterdamer Pegel angegeben wird, gilt in Österreich die Höhe in „Meter über Adria“ – gemessen am Molo Sartorio in Triest – und in der Schweiz „Meter über Meer“ mit dem Bezugspunkt Repère Pierre du Niton, einem Messpunkt an einem Felsen im Genfersee beim Hafen der gleichnamigen Stadt.

## Informationsblatt Seespiegel
Es gibt auch ein gleichnamiges Informationsblatt, das sich auf den Bodensee fokussiert. Er erscheint zweimal jährlich im Juni und Dezember und wird von der internationalen Gewässerschutzkommission für den Bodensee (IGKB) herausgegeben.